# Leica M9

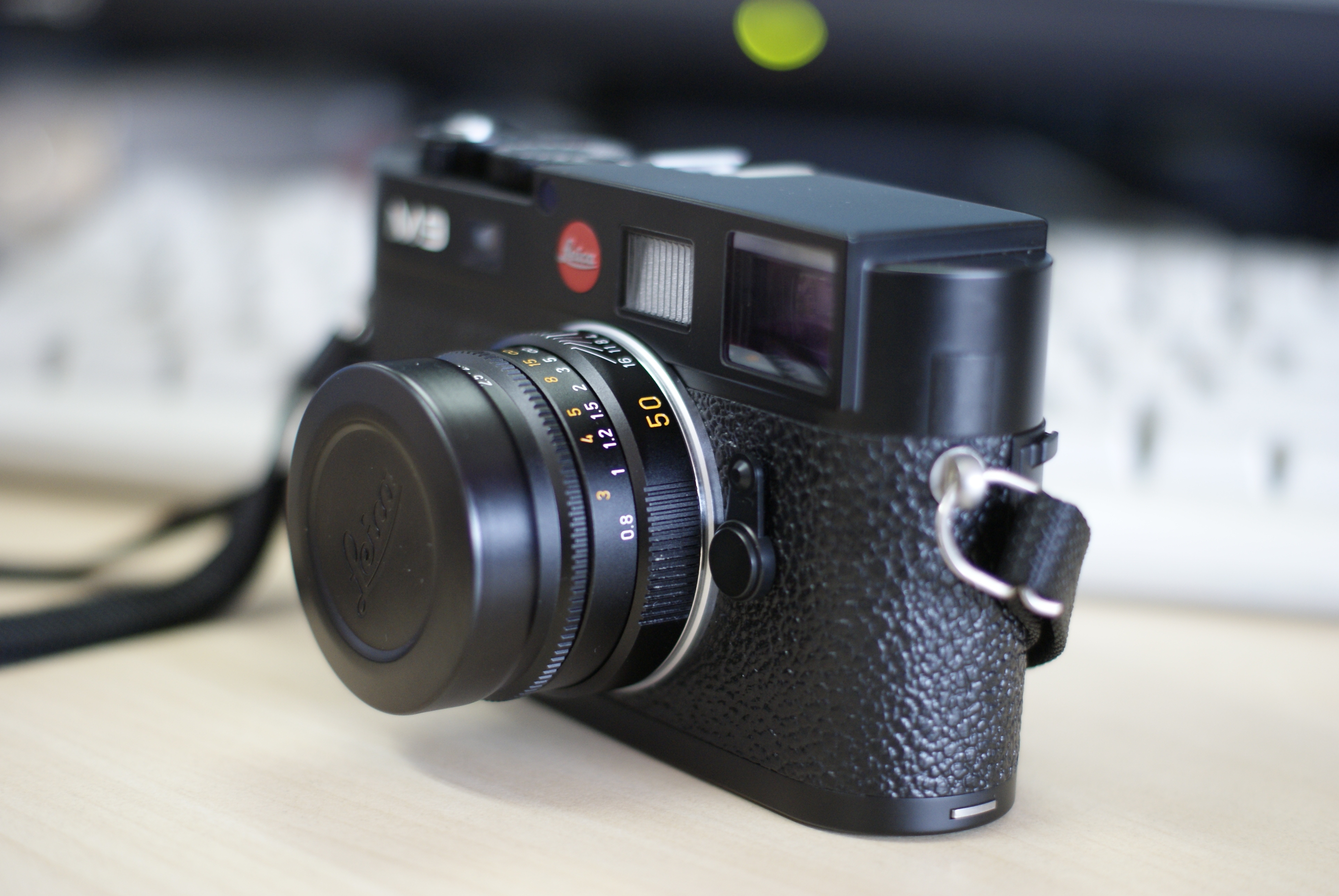
Leica M9

Leica M9 je digitální dálkoměrná bezzrcadlovka s full-frame senzorem v malém těle, nejmenším v této kategorii. Na trh byl fotoaparát uveden společností Leica v září 2009. Obsahuje obrazový senzor Kodak o rozlišení 18,5 Megapixelu a je slučitelný se všemi bajonety Leica M.
Leica M9-P White (limitovaná verze typu M9-P) byla v roce 2012 určena pouze pro japonský trh. Cena limitované verze M9-P White byla v roce 2012 stanovena na 31 965 dolarů.
V roce 2016 přichází společnost Leica s modelem M9-P White Limited Edition. Zejména na popud fanoušků značky a profesionálních fotografů.
Nový model Leica M9-P White Limited Edition jde tentokrát do celosvětového prodeje za cenu 49 995 dolarů a vznikne jako limitovaná edice v pouhých 50 kusech. Součástí nového modelu je také špičkový objektiv Noctilux-M 50mm ASPH se světelností f/0,95.

## Typy
- Leica M9 Titanium
- Leica M9-P
- Leica M-E
- Leica M9-P White (2012)
- Leica M9-P White Limited Edition (2016)

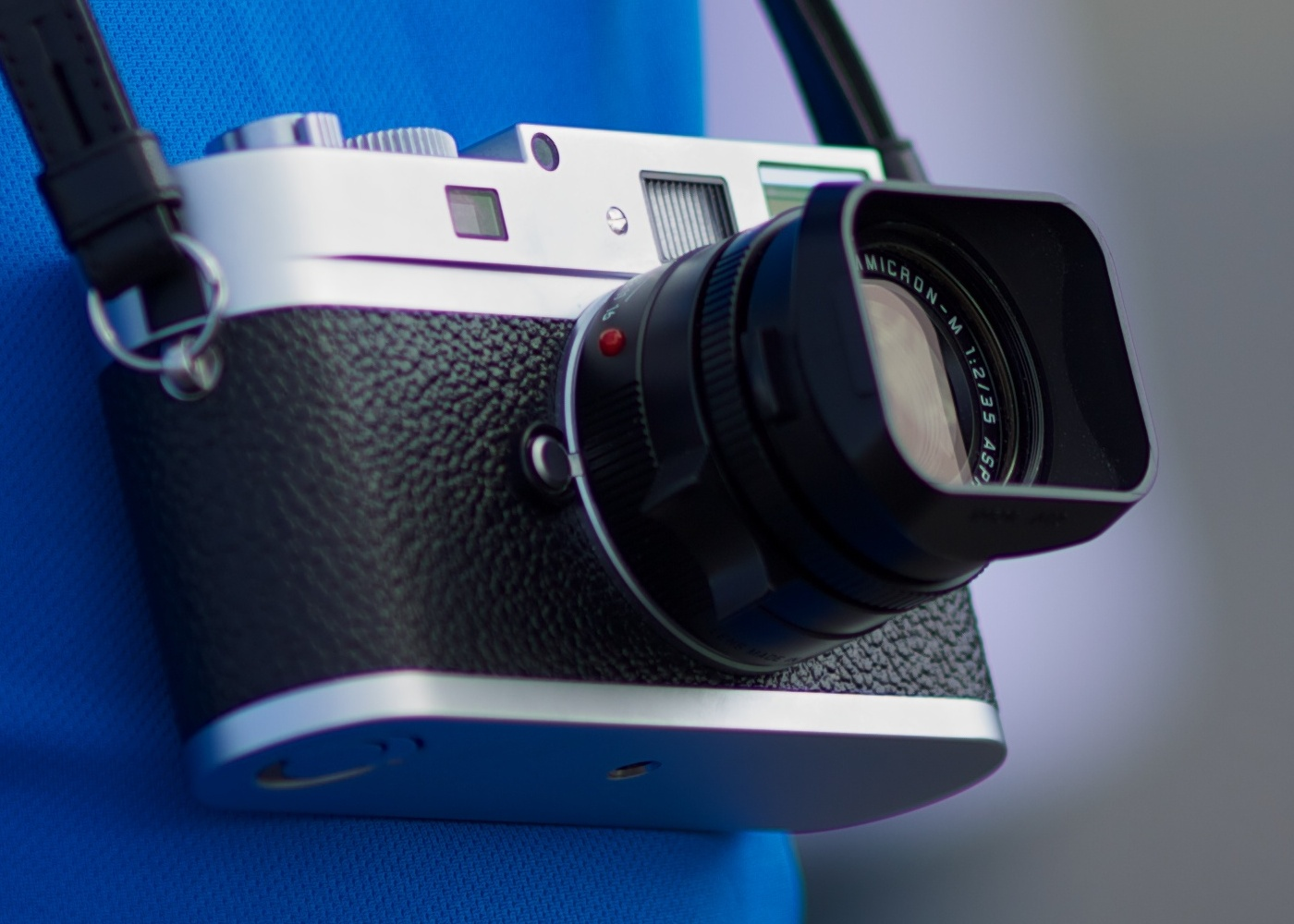
Leica M9-P
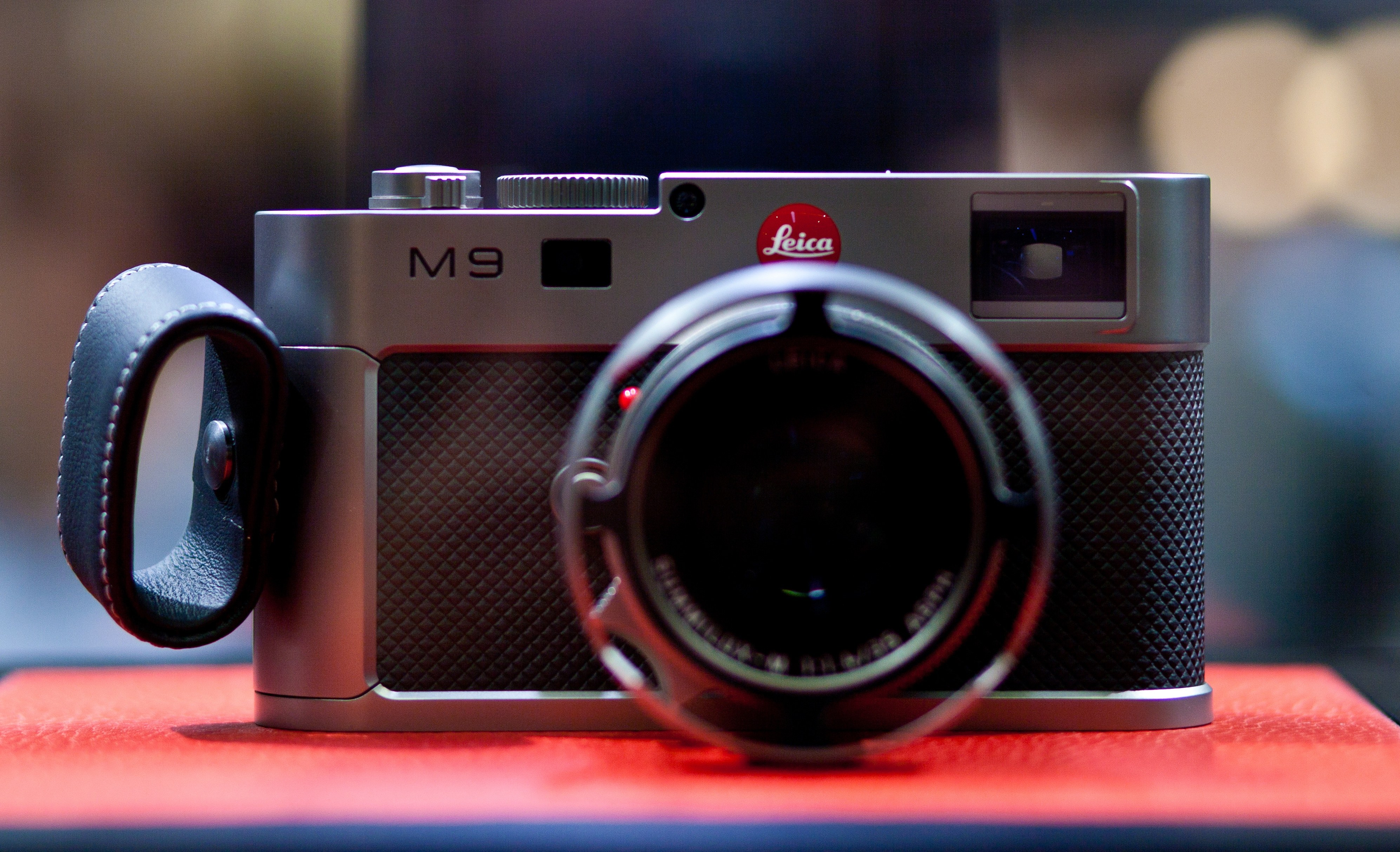
Leica M9 Titanium
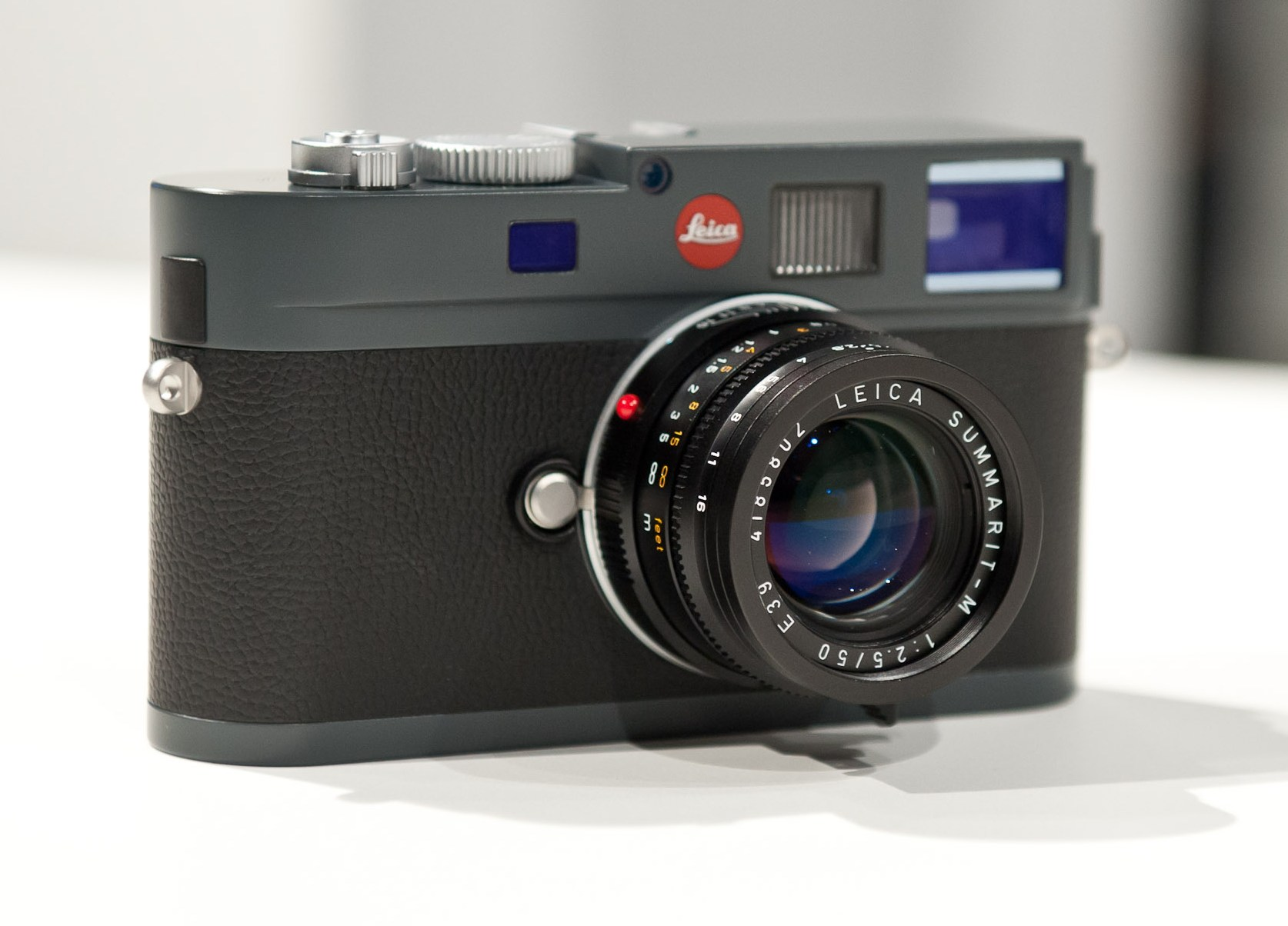
Leica M-E